# 전의감
전의감(典醫監)은 조선시대에 궁궐에서 사용하거나 신하에게 하사하는 약재의 공급 및 제조를 담당한 관청이다. 1884년(고종 21년)에 폐지되었다.

## 연혁
- 1392년(태조 1년) : 고려의 전의시(典醫)를 개칭하여 설치 (조선왕조 개국)
- 1882년(고종 19년) : 혜민서, 활인서의 기능을 인수
- 1894년(고종 21년) : 폐지 (갑오개혁)

## 관직
- 정3품 당하관 정(正) 1명
- 종3품 부정(副正) 1명
- 종4품 첨정(僉正) 1명
- 종5품 판관(判官) 1명
- 종6품 주부(主簿) 1명, 의학교수(醫學敎授) 2명
- 종7품 직장(直長) 2명
- 종8품 봉사(奉事) 2명
- 정9품 부봉사(副奉事) 4명, 의학훈도(醫學訓導) 1명
- 종9품 참봉(參奉) 5명

## 청사
전의감 청사는 현재 주소 체계로 서울특별시 종로구 우정국로 59에 있었다. 1884년(고종 21년)에 우정총국 건물로 활용된다.

## 같이 보기
- 우정총국
- 혜민서
- 활인서